# Marek Kuźniak
Marek Kuźniak – polski językoznawca, prof. dr hab. nauk humanistycznych, profesor nadzwyczajny Wyższej Szkoły Filologicznej we Wrocławiu i Instytutu Filologii Angielskiej Wydziału Filologicznego Uniwersytetu Wrocławskiego.

## Życiorys
13 maja 2003 obronił pracę doktorską The Aphorism in Cognitive-Axiological Perspective, 21 września 2010  habilitował się na podstawie pracy zatytułowanej Wyrazy oraz wyrażenia obce w języku angielskim. Metaforyczne pojęcie astro-fizykalne w badaniach leksykologicznych. Jest zatrudniony na stanowisku profesora nadzwyczajnego w Instytucie Filologii Angielskiej na Wydziale Filologicznym Uniwersytetu Wrocławskiego, oraz w Wyższej Szkole Filologicznej we Wrocławiu.
Jest dyrektorem Instytutu Filologii Angielskiej Wydziału Filologicznego Uniwersytetu Wrocławskiego.